# Nitrosospira multiformis
Nitrosospira multiformis ist eine Bakterienart. Sie nutzt Ammonium zur Energiegewinnung und bildet hieraus Nitrit. Die Art zählt somit zu den nitrifizierenden Bakterien.

## Merkmale
Die Zellen von Nitrosospira multiformis sind pleomorph ("vielgestaltig"). Darauf deutet auch der Artname hin. Auffällig ist die lobuläre Form der Zellen (s.h. den Link zum Bild unter dem Abschnitt Weblinks). Die Zellteilung erfolgt durch Einschnürung. Die beweglichen Zellen sind peritrich begeißelt. Die einzelnen Flagellen besitzen eine Breite von 15 nm und eine Länge von 2,5–5,0 μm. Die Zellen sind durch ein inneres Membransystem unterteilt. Das Bakterium lagert Glycogen-Einschlüsse und Polyphosphate vor allem in den peripheralen Kompartimenten der Zelle. Der Urease-Test verläuft meist positiv.
Die Art wurde zuerst aus dem Boden isoliert.

## Stoffwechsel
Nitrosospira multiformis gewinnt Energie durch die Oxidation von Ammonium (NH4+) zu Nitrit (NO2−). Das Bakterium ist somit an der Nitrifikation beteiligt, solche Bakterien werden als Nitrifizierer bezeichnet. Innerhalb der mikrobiologischen Systematik beginnen alle Gattungsnamen von NH4+-oxidierenden Bakterien mit „Nitroso-“. Andere Arten oxidieren das Nitrit zu Nitrat (NO3−), hier beginnt der Gattungsname mit „Nitro-“. Als Beispiel sei die Gattung Nitrobacter zu nennen. Nitrifizierer sind chemolithoautotroph: Die bei der Nitrifizierung frei werdende Energie wird zur Bildung von ATP genutzt,  Kohlenstoff wird durch den Calvin-Zyklus aus CO2 gewonnen.
Der GC-Gehalt liegt zwischen 53,2 und 54,6.

## Systematik
Nitrosospira multiformis zählt zu der Familie der Nitrosomonadaceae. Hier sind viele nitrifizierende Bakterien vertreten. Die Familie zählt zu der Ordnung der Nitrosomonadales, welche wiederum zu der Abteilung der Proteobacteria gestellt wird.
Das Bakterium wurde im Jahr 1971 zum ersten Mal beschrieben und zu der dafür neu aufgestellten Gattung Nitrosolobus als Nitrosolobus multiformis gestellt. Aufgrund späteren Analysen der DNA und phänotypischen Merkmalen wurde die Art zu der Gattung Nitrosospira gestellt.